# Bernard Dunne

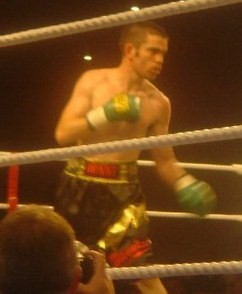
Bernard Dunne (2008)

Bernard Dunne (* 6. Februar 1980 in Clondalkin, Irland) ist ein ehemaliger irischer Boxer im Superbantamgewicht. Von März bis September 2009 war er Weltmeister der WBA.
Sein Vater Brendan Dunne war ebenfalls Boxer und Teilnehmer der Olympischen Spiele 1976.

## Amateurkarriere
Bernard Dunne gewann eine Bronzemedaille bei der Kadetten-Europameisterschaft 1995, zudem war er Viertelfinalist der Junioren-Europameisterschaft 1997 und der Junioren-Weltmeisterschaft 1998.
Bei den Erwachsenen wurde er 1998 irischer Meister im Bantamgewicht sowie irischer Meister 1999 und 2000 im Federgewicht. Bei den Europameisterschaften 1998 und den Weltmeisterschaften 1999 schied er jeweils im Achtelfinale aus.

## Profikarriere
Am 19. Dezember im Jahre 2001 gab er erfolgreich sein Profidebüt. Im November 2006 wurde er Europameister der EBU und verteidigte den Titel zweimal, ehe er gegen Kiko Martinez seine erste Niederlage erlitt.
Am 21. März des Jahres 2009 wurde er regulärer Weltmeister der WBA, als er Ricardo Córdoba durch technischen K. o. in Runde 11 bezwang. Diesen Titel verlor er bereits in seiner ersten Titelverteidigung im September desselben Jahres an Poonsawat Kratingdaenggym durch K. o. Nach dieser Niederlage beendete er seine Karriere.